# Lotta ai IV Giochi asiatici
I tornei di lotta libera ai IV Giochi asiatici si sono svolti all'Ikada Sports Hall di Giacarta, in Indonesia, dal 25 al 30 agosto 1962. Hanno partecipato alle competizioni 59 atleti provenienti da 8 nazioni.

## Podi

### Uomini

#### Lotta libera
| Categoria                            | Oro                      | Argento                       | Bronzo                              |
| ------------------------------------ | ------------------------ | ----------------------------- | ----------------------------------- |
| Pesi mosca - 52 kg (dettagli)        | Noriyuki Harada Giappone | Chang Chang-sun Corea del Sud | Malwa Singh India                   |
| Pesi gallo - 57 kg (dettagli)        | Tadashi Asai Giappone    | Siraj Din Pakistan            | Choi Young-kil Corea del Sud        |
| Pesi piuma - 63 kg (dettagli)        | Osamu Watanabe Giappone  | Muhammad Akhtar Pakistan      | Mohammad Ebrahim Khedri Afghanistan |
| Pesi leggeri - 70 kg (dettagli)      | Kazuo Abe Giappone       | Udey Chand India              | Ghulam Rasool Pakistan              |
| Pesi welter - 78 kg (dettagli)       | Yutaka Kaneko Giappone   | Muhammad Bashir Pakistan      | Lakshmikant Pandey India            |
| Pesi medi - 87 kg (dettagli)         | Faiz Muhammad Pakistan   | Sajjan Singh India            | Shunichi Kawano Giappone            |
| Pesi mediomassimi - 97 kg (dettagli) | Maruti Mane India        | Haruo Takagi Giappone         | Muhammad Niaz Pakistan              |
| Pesi massimi - +97 kg (dettagli)     | Muhammad Saeed Pakistan  | Ganpat Andhalkar India        | Jiro Seki Giappone                  |

#### Lotta greco-romana
| Categoria                            | Oro                          | Argento                                | Bronzo                     |
| ------------------------------------ | ---------------------------- | -------------------------------------- | -------------------------- |
| Pesi mosca - 52 kg (dettagli)        | Malwa Singh India            | Tsutomu Hanahara Giappone              | Mujari Indonesia           |
| Pesi gallo - 57 kg (dettagli)        | Masamitsu Ichiguchi Giappone | Siraj Din Pakistan                     | Narin Ghume India          |
| Pesi piuma - 63 kg (dettagli)        | Tokuaki Fujita Giappone      | Muhammad Akhtar Pakistan               | Rachman Firdaus Indonesia  |
| Pesi leggeri - 70 kg (dettagli)      | Yoichi Sasaki Giappone       | Udey Chand India                       | Ghulam Rasool Pakistan     |
| Pesi welter - 52 kg (dettagli)       | Yutaka Kaneko Giappone       | Muhammad Bashir Pakistan               | Oh Jae-young Corea del Sud |
| Pesi medi - 87 kg (dettagli)         | Shunichi Kawano Giappone     | Sajjan Singh India                     | Faiz Muhammad Pakistan     |
| Pesi mediomassimi - 97 kg (dettagli) | Muhammad Niaz Pakistan       | Haruo Takagi GiapponeMaruti Mane India | Non attribuita             |
| Pesi massimi - 52 kg (dettagli)      | Ganpat Andhalkar India       | Muhammad Saeed Pakistan                | Jiro Seki Giappone         |

## Medagliere
| #      | Nazione       | Oro | Argento | Bronzo | Totale |
| ------ | ------------- | --- | ------- | ------ | ------ |
| 1      | Giappone      | 10  | 3       | 3      | 16     |
| 2      | Pakistan      | 3   | 7       | 4      | 14     |
| 3      | India         | 3   | 6       | 3      | 12     |
| 4      | Corea del Sud | 0   | 1       | 2      | 3      |
| 5      | Indonesia     | 0   | 0       | 2      | 2      |
| 5      | Afghanistan   | 0   | 0       | 1      | 1      |
| Totale | Totale        | 16  | 17      | 15     | 48     |